# メッグン・シンスラット
メッグン・シンスラット（タイ語: เม็ดเงิน กระทิงแดงยิม, 英語: Medgoen Singsurat、1978年6月12日 - ）は、タイのプロボクサー。ローイエット県出身。元WBC世界フライ級王者。

## 来歴
1997年、18歳でプロデビュー。
1999年、WBC世界フライ級王者マニー・パッキャオを3回1分32秒KOで降し、王座を獲得した。
2000年、日本の川端賢樹に12回判定勝ちを収め初防衛に成功した。
2000年5月19日、フィリピンのマルコム・ツニャカオに7回TKOで敗れ、2度目の防衛に失敗し王座から陥落した。
2003年、階級を上げ、ABCOスーパーフライ級王座を獲得。以降12度防衛。
2005年、ABCO王座を返上し、バンタム級に階級を上げる。その初戦で池原信遂と対戦するも、3回TKOで敗れた。
2007年、ホルヘ・アルセと対戦するも初回KOで敗れた。

## 獲得タイトル
- WBC世界フライ級王座(防衛1)